# Ehrennadel für hervorragende Volkssolidarität
Die Ehrennadel für hervorragende Volkssolidarität war eine nichtstaatliche Auszeichnung  der Volkssolidarität der Deutschen Demokratischen Republik (DDR), welche in drei Stufen, Bronze, Silber und Gold gestiftet wurde. Die Verleihung erfolgte in Anerkennung für vorbildliche Leistungen sowie aufopfernden und unermüdlichen Einsatz bei der Lösung der Aufgaben der Volkssolidarität. 

## Aussehen
Das hochovale bronzene, versilberte oder vergoldete Abzeichen besteht aus einem geschlossenen Lorbeerkranz an dem sich ein innerer Schriftring anschließt, auf dem FÜR HERVORRAGENDE SOLIDARITÄTSARBEIT anschließt. Mittig ist die Symbolik der Volkssolidarität zu sehen und ihr umlaufender Slogan auf grünen Grund EINHEIT FRIEDEN SOLIDARITÄT. Die Rückseite des Abzeichens ist glatt und zeigt eine senkrecht verlötete Nadel mit Gegenhaken.